# Буш-хаус
Буш-хаус (англ. Bush House) — здание в центре Лондона между улицами Стрэнд и Олдвич, на южном конце улицы Кингсвэй. Большую часть здания (четыре из пяти крыльев) в течение долгого времени занимала Всемирная служба BBC.
Здание строилось и перестраивалось в течение многих лет. Различные его части вводились в эксплуатацию в течение 13 лет:
- 1923 — центральная часть здания
- 1928 — северо-западное крыло
- 1929 — северо-восточное крыло
- 1930 — юго-восточное крыло
- 1935 — юго-западное крыло

Это здание, ставшее знаковым для Лондона, было задумано, спроектировано и построено американцами и американскими компаниями. Ирвин Т. Буш получил одобрение своим планам строительства большого нового торгового центра в 1919 г. Архитектор здания — американец Харви Корбет. Здание было построено американской фирмой John Mowlem & Co.
Церемония открытия здания лордом Бальфуром состоялась 4 июля 1925 года — в день независимости США. Во время торжественной церемонии были открыты для всеобщего обозрения две статуи работы американского скульптора Мальвины Хоффман (Malvina Hoffman) на фасаде здания, символизирующие англо-американскую дружбу. На здании содержалась надпись «Dedicated to the friendship of English-speaking peoples» — «Посвящается дружбе англоязычных народов». Построенное из портлэндского камня здание Буш-хауса в 1929 году было объявлено как самое дорогое здание в мире, оценённое в £2,000,000 ($10,000,000).
После повреждения здания Европейской службы Би-би-си во время бомбардировки 8 декабря 1940 г. эта служба переехала в юго-западное крыло здания. Позднее в 1958 г. остальные службы международного вещания Би-би-си переехали в другую часть здания.
В настоящее время[когда?] собственником здания является японская компания Като Кагаку. Компания Би-би-си арендовала его до 2012 года, когда перевела свою Всемирную службу в Дом Радиовещания (англ. Broadcasting House), находящийся на улице Портленд-плейс.